# Mesochaetopterus japonicus
Mesochaetopterus japonicus är en ringmaskart som beskrevs av Yoshihisa Fujiwara 1934. Mesochaetopterus japonicus ingår i släktet Mesochaetopterus och familjen Chaetopteridae. Inga underarter finns listade i Catalogue of Life.